# Toll treiben es die wilden Zombies
Toll treiben es die wilden Zombies, alternativ Die Rückkehr der Höllenzombies (Originaltitel: Return of the Living Dead Part II) ist eine US-amerikanische Zombie-Komödie des Regisseurs Ken Wiederhorn aus dem Jahr 1988.
Die Inszenierung ist nach Dan O’Bannons Verdammt, die Zombies kommen (Originaltitel: The Return of the Living Dead, 1985) der zweite Teil einer fünfteiligen Filmreihe.

## Handlung
Die US Army verliert während eines Militärtransportes ein Fass mit einer leicht flüchtigen und toxischen Substanz namens Trioxin nebst einem eingemachten Zombie. Diese gefährliche Fracht wird zufälligerweise von drei Kindern in einem Entwässerungsgraben an einem nahegelegenen Friedhof der kleinen Gemeinde Westvale, Kalifornien entdeckt. Getrieben von abenteuerlicher Neugier öffnen zwei der Jugendlichen das Behältnis, während der kleine Jesse Wilson, der dritte im Bunde, nach Hause eilt. Unglücklicherweise tritt die Chemikalie aus; beide Jungen werden kontaminiert. Das Trioxin strömt derweil in Nebelschwaden über den Begräbnisplatz als plötzlich einsetzender Regen den gasförmigen Stoff ins Erdreich befördert. Die vergrabenen Leichen erwachen daraufhin zu neuem Leben. Getrieben von ihrer Gier nach menschlichem Gehirn fallen sie in die nahegelegene Ortschaft ein.
Die lebenden Toten bedrängen u. a. den erfahrenen Leichenplünderer Ed, seinen Gehilfen Joey und dessen Lebensgefährtin Brenda im Mausoleum des Friedhofes. Dem kriminellen Trio gelingt die Flucht in den Vorort, wo sie auf die dreiköpfige Gruppe um Jesse Wilson treffen. Jesse versuchte zuvor vergebens seine ältere Schwester Lucy, sowie den anwesenden Außendienstmitarbeiter des örtlichen Kabelnetzbetreibers, Tom Essex, von dem unheilvollen Giftfass und der Existenz von Untoten zu überzeugen.
Die Bewohner der Ortschaft werden bald von Heerscharen der lebenden Toten attackiert. Mit dem Zusammentreffen der beiden Gruppen, dem Grabräubertrio mit dem jungen Geschwisterpaar und Tom, nehmen die Übergriffe der Zombies deutlich an Härte und Brutalität zu. Die hirngierigen Bestien belagern bald darauf das Haus der sechs Lebenden, die sich in höchster Not in das kleine Krankenhaus des Ortes retten. Dort verschlechtert sich der Zustand der beiden inzwischen infizierten Grabräuber Ed und Joey besorgniserregend. Eine Verwandlung in eine nahezu unverwundbare Kreatur steht unmittelbar bevor. Dies bestätigt auch der ortsansässige Mediziner Dr. Mandel, der einen komatösen Zustand bei den beiden Patienten diagnostiziert. Brenda glaubt jedoch nicht an dessen Befund und flieht  – nachdem sich die Gruppe erneut trennt – mit den dem körperlichen Verfall ausgesetzten Männern in einem PKW; wenig später wird sie angefallen und getötet.
Zwischenzeitlich evakuiert das Militär alle Überlebenden aus dem von der Außenwelt abgeriegelten Sperrbezirk. Lediglich das Quartett um Jesse, Lucy, Tom und Dr. Mandel wird dabei vergessen. Da man weder Hilfe kontaktieren kann, die Telefonverbindungen sind unterbrochen, noch die Quarantänezone gefahrlos verlassen kann, die Truppen haben einen Schießbefehl, versucht man mit einer List die Zombies zu eliminieren. Hierzu werden die wandelnden Wesen mit Gehirnen einer Schlachterei in ein Elektrizitätswerk gelockt, wo sie in einer gemeinschaftlichen Kraftanstrengung mittels elektrischer Entladungen wirksam bekämpft werden. Die elektrischen Schläge beugen der reanimativen Wirkung des Trioxion vor und verhindern so die Wiederbelebung der Toten. Die Gefahr ist am Ende des Films gebannt.

## Kritiken
Das Lexikon des internationalen Films schrieb, der Film sei eine „Mischung aus müdem Horror und plumper Komik“, die sich „zur banalen Teenager-Unterhaltung“ entwickele.

## Veröffentlichungen
- 1989: Video (VCL), 78 Minuten
- 2004: DVD (Warner), 85 Minuten
- 2023: Blu-ray Mediabook (Plaion), 89 Minuten